# Epactiochernes tumidus
Epactiochernes tumidus is een bastaardschorpioenensoort uit de familie van de Chernetidae. De wetenschappelijke naam van de soort is voor het eerst geldig gepubliceerd in 1895 door Banks.